# Апперцепция
Апперце́пция (лат. ad — к и лат. perceptio — восприятие) — это процесс, в результате которого элементы сознания становятся ясными и отчетливыми, посредством интроспекции.
Это одно из фундаментальных свойств психики человека.
Данное свойство выражается в том, что человек воспринимает предметы и явления внешнего мира обусловлено — в тесной взаимосвязи друг с другом. Человек осознает то, как он воспринимает внешний мир. Данное восприятие зависит от запаса определенных знаний и опыта, а также от конкретного психического состояния его личности. Восприятие внешнего мира обусловлено особенностями общего содержания психической жизни в целом.
В то время как Лейбниц употреблял термин перцепция как простое, ещё не дошедшее до сознания впечатление, которое известное явление производит на органы наших чувств (хотя в современной психологии перцепция — то же, что и восприятие), апперцепция означает ощущение, уже воспринятое сознанием. Так, например, если раздающийся вблизи нас звук потрясает барабанную перепонку нашего уха, но до нашего сознания этот звук не доходит, тогда имеет место простая перцепция; когда же мы обращаем на него своё внимание и сознательно его слышим, тогда имеем факт апперцепции. Грубо говоря, это расширение границ познания: представим, что сидя в комнате, вы увлечены скрупулёзной работой над чем-то конкретным. Вас абсолютно не интересует в данный конкретный момент то, что происходит во второй комнате, за дверью. Все ваше познание направленно на другие задачи. Внезапно, вы слышите громкий хлопок прямо из соседнего помещения, это привлекает ваше внимание к событиям за пределами текущих границ сосредоточенности — произошла апперцепция. Поэтому апперцепция — сознательное восприятие известного чувственного впечатления и является переходом от впечатления к познаванию. Термин этот употребляется в узком и широком смысле. Прежде всего впечатления сводятся к одному общему представлению о предмете, и таким образом из впечатлений вырабатываются основные и простейшие понятия. В этом значении Иммануил Кант говорит о синтезе апперцепции, причем старается доказать, что формы этого синтеза, роды сочетания впечатлений, понятия пространства и времени и основные формы понятий о категориях составляют прирождённое достояние человеческого духа, не вытекающее из наблюдения. С помощью этого синтеза новое впечатление посредством сравнения, сопоставления и т. д. вводится в круг уже выработанных понятий, впечатлений, наблюдений, удержанных в памяти, и получает между ними своё место. Этот процесс усвоения и слияния понятий, который постоянно всё более и более обогащает наше сознание, представляет апперцепцию в широком смысле этого слова. Иоганн Фридрих Гербарт сравнивал этот процесс с перевариванием пищи в нашем желудке. Оба рода этой апперцепции не совсем отделяются друг от друга, так как вообще восприятие отдельного впечатления обусловлено деятельностью, основанной на сопоставлении, сравнении, соединении, что, например, видно при определении величины предмета.
Трансцендентальная апперцепция Канта включает оба её значения; она есть деятельность чистого интеллекта, посредством которой он, с помощью существующих в нём форм мышления, из воспринятого материала впечатлений может создать весь объём своих понятий и представлений. Это понятие Фихте назвал иначе продуктивной силой воображения (produktive Einbildungskraft).